# 620307 Casanovas
620307 Casanovas este o planetă minoră (asteroid) din centura de asteroizi. A fost descoperită pe 22 februarie 2012 la  de . 
Obiectul prezintă o orbită caracterizată de o semiaxă mare de 2,3196450431483 UAi, o excentricitate de 0,24371233640375, o înclinație de 7,00674644473 ° în raport cu ecliptica.